# Eugène Ionesco
Eugène Ionesco (szül.: Eugen Ionescu) (Slatina, Románia, 1909. november 26. – Párizs, 1994. március 28.) román–francia származású francia író, az abszurd dráma egyik megteremtője. A Patafizikai Társaság egyik tagja.

## Élete
1909. november 26-án látta meg a napvilágot az Olt megyei Slatina városában, Romániában. Apja román, míg anyja francia zsidó volt, így gyermekkorának jelentős részét Franciaországban tölthette, de a szülei válása után, 1925-ben visszatért apjával Romániába. A Bukaresti Egyetemen szerzett francia nyelvtanári diplomát 1933-ban, diplomamunkáját a francia irodalomról írta. Az egyetemen ismerkedett meg Emil Ciorannal és Mircea Eliadével, akikkel életre szóló barátságot kötött.
1936-ban nősült meg, házasságából egy lánya született. 1938-ban családjával visszatért Franciaországba, hogy anyagot gyűjthessen a doktori cím megszerzéséhez szükséges munkájához. A második világháború ezen gyűjtőmunka közben érte őket, ezért úgy döntöttek, hogy maradnak, Marseille-ben telepedtek le. Párizs 1944-es felszabadítása után nem sokkal azonban a tengerpartról a francia fővárosba költöztek. 1948-ban egy angol nyelvkönyv példamondatainak tanulmányozása közben döbbent rá a kispolgári lét abszurditására. Első abszurd darabját A kopasz énekesnőt is ebben az évben írta, mely 1950-ben került színpadra, megteremtve ezzel az abszurd színház világát, ugyanis a darab színpadi rendezése is a könyvből áradó abszurditást tükrözte. (Egész addigi és azt követő életében is ódzkodott a „rendes” színházaktól.) 1967-ben látogatást tett Izraelben.
1970-ben az Francia Akadémia rendes tagjává választotta. 1994. március 29-én, 84 éves korában érte a halál.
Mivel szinte kizárólag francia nyelven írt, joggal tekintik – félig román származása ellenére – francia írónak. Romániában ma az egyik legnagyobb tiszteletnek örvendő szerző.

## Díjai, kitüntetései
Még életében díszdoktora lett a New York-i, a leuveni, a warwicki és a tel-avivi egyetemnek, illetve számos díjat is kapott, közülük a legismertebbek:
- a Tours Fesztivál filmdíja, 1959
- Prix Italia, 1963
- az íróközösség színházdíja, 1966
- nemzeti nagydíj a színházért, 1969
- monacói fődíj, 1969
- osztrák állami kitüntetés az európai irodalomért tett szolgálatai elismeréséül, 1970
- Jeruzsálem-díj, 1973

## Válogatott művei

### Költészet
- Elegii pentru fiinte mici (1931)

### Színjátékok
- A kopasz énekesnő (1949)
- Les Salutations (1950)
- A lecke (más fordításban Különóra), (1950)
- A székek (1952)
- A mester (1953)
- A kötelesség oltárán (más fordításban A kötelesség áldozatai), (1952)
- La Jeune Fille à marier (1953)
- Amandée vagy hogyan lehet tőle megszabadulni (1954)
- Jacques vagy a behódolás (1955)
- Az új lakó (1955)
- A festmény (1955)
- L'Impromptu de l'Alma (1956)
- A jövő a tojásban van (1957)
- Az ingyenölő (1958)
- Scène à quatre (1959)
- Apprendre à marcher (1960)
- Orrszarvú (1960) – (ISBN 963-15-1548-6)
- Ketten félrebeszélnek (1962)
- A király halódik (1962)
- A légbenjáró (1963)
- A szomjúság és az éhség (1964)
- La Lacune (1966)
- Öldöklősdi (más fordításban Haláli nagy játék), (1970)
- Macbett (1972)
- L'Homme aux valises (1975)
- Voyage chez les morts (1980)

### Esszék és teoretikus írások
- Nu (1934)
- Hugoliade (1935)
- La tragédie du langage (1958)
- Expérience du théâtre (1958)
- Discours sur l'avant-garde (1959)
- Notes et contre-notes (1962)
- Fragments of a Journal (1966)
- Découvertes (1969)
- Antidotes (1977)

### Regények és novellák
- La vase (1956)
- Le piéton de l'air (1961)
- La photo du colonel (1962)
- A magányos (1973)

## Magyarul
- A levegő gyalogosa; németből ford. Bárd Oszkárné; Színháztudományi Intézet, Budapest, 1964 (Világszínház)
- A kopasz énekesnő; ford. Gera György; in: A harag éjszakái. Modern francia drámák; ford. Bajomi Lázár Endre et al., utószó Czimer József, jegyz. Sz. Szántó Judit, Bajomi Lázár Endre; Európa, Budapest, 1965
- Julien Weverberghː Az aranyfüstös hullaház. A Ceausescu-klán negyedszázada; bev. Eugène Ionescoː Lehetünk-e bűnrészesek?, utószó Bodor Pál, ford. László András; Képes 7, Budapest, 1990
- Drámák (A kopasz énekesnő, Különóra, Jacques vagy a behódolás, A székek, A kötelesség oltárán, Az új lakó, Az ingyenélő, Rinocéroszok, Haldoklik a király, A légbenjáró); ford. Bognár Róbert et al., vál., utószó Szántó Judit; Európa, Budapest, 1990
- A fehér és a fekete; ford. Juhász Katalin; Orpheusz, Budapest, 2004
- A magányos. Regény; ford. Romhányi Török Gábor; Barrus, Budapest, 2007
- Mesék 1, 2, 3, 4; ford. Burján Monika; Scolar, Budapest, 2011

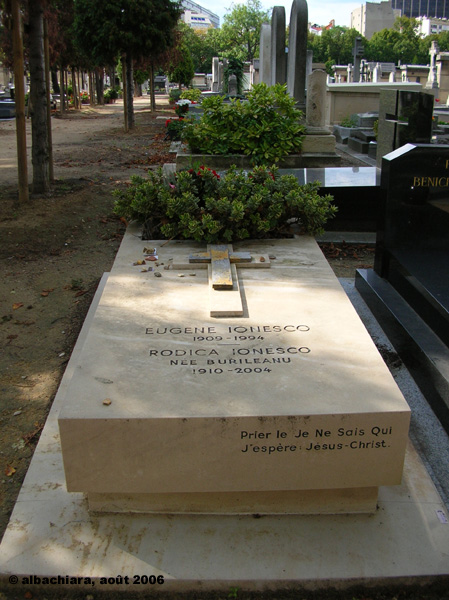
Ionesco sírja Párizsban a Montparnasse temetőben (Cimetière du Montparnasse)